# Pyronia subalba
Pyronia subalba är en fjärilsart som beskrevs av Ruggero Verity 1904. Pyronia subalba ingår i släktet Pyronia och familjen praktfjärilar. Inga underarter finns listade.